# Roswitha Scholz

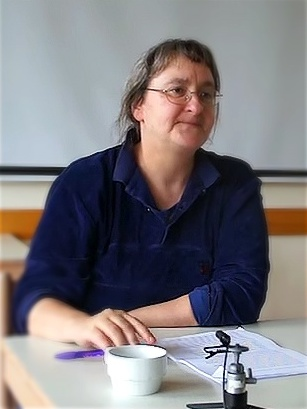
Roswitha Scholz (2014)

Roswitha Scholz (* 1959) ist eine deutsche Sachbuchautorin.

## Leben
Roswitha Scholz absolvierte eine Ausbildung zur Diplom-Sozialpädagogin (FH) und widmete sich auf dem zweiten Bildungsweg Studien der Soziologie, Pädagogik und Philosophie. Die Schwerpunkte ihrer Arbeit liegen in den Bereichen Geschlechterverhältnisse im Kapitalismus, Rassismusforschung, Ideologiekritik und Erkenntnistheorie.
Sie ist Mitglied der Redaktion der von ihr mitgegründeten wertkritischen Zeitschrift Exit!
Scholz war mit dem Autor Robert Kurz (1943–2012) verheiratet.

## Werk
1992 veröffentlichte Scholz den Text Der Wert ist der Mann, eine feministische Erweiterung der Wertkritik in Richtung einer „Theorie der Wert-Abspaltung“. Darin wird postuliert, dass in der vom ökonomischen Wert dominierten Gesellschaft alle Regungen und Beziehungen, die sich nicht geldmäßig erfassen ließen, aber dennoch für die Reproduktion notwendig seien, vom affirmativen Arbeitsbegriff und relevant erscheinenden „Universum“ abgespalten und „an die Frau delegiert“ würden.

## Publikationen
Monografien
- Das Geschlecht des Kapitalismus. Feministische Theorie und die postmoderne Metamorphose des Patriarchats. Horlemann, B, Unkel 2000, ISBN 3-89502-100-8.
- Differenzen der Krise – Krise der Differenzen. Die neue Gesellschaftskritik im globalen Zeitalter und der Zusammenhang von „Rasse“, Klasse, Geschlecht und postmoderner Individualisierung. Horlemann, B., Unkel 2005, ISBN 3-89502-195-4.
- Der Alptraum der Freiheit. Perspektiven radikaler Gesellschaftskritik. Essays, Kritiken, Polemiken. (mit Robert Kurz und Jörg Ulrich). Ulmer Manuskripte, Blaubeuren 2005, ISBN 3-934869-38-6.

Herausgeberschaft
- Schulzeit: Senioren erinnern sich. Verlag Kurtz, Leipzig 1996, ISBN 978-3-9805062-1-2.
- Erzählcafé in Leipzig. Teil: Bd. 2. Verlag OsirisDr., Leipzig 2007, ISBN 978-3-9811061-5-2.
- Noch geht die dunkle Zeit auf der anderen Straßenseite: Wortmeldung von 58 Autoren aus Ost und West. Verlag OsirisDr., Leipzig 2008, ISBN 978-3-941394-00-1.
- Heuschnupfen: Geschichten und Gedichte von der Liebe und vom Leben. Verlag OsirisDr., Leipzig 2010, ISBN 978-3-941394-14-8.
- Weizenäpfel: Geschichten und Gedichte vom Essen und vom Trinken und immer wieder vom Leben überhaupt. Verlag  OsirisDr, Leipzig 2013, ISBN 978-3-941394-32-2.
- Der Hof: Geschichten und Gedichte von Menschen, die unsere Nachbarn waren, von Spielgefährten und allerlei Zeitgenossen. Verlag OsirisDruck, Leipzig 2021, ISBN 978-3-949240-08-9.